# Ventelay
Ventelay est une commune française, située dans le nord-ouest du département de la Marne, en région Grand Est.

## Géographie

### Localisation
Ventelay se trouve au nord-ouest du département de la Marne, en région Grand Est, à la limite avec le département de l'Aisne et la région Hauts-de-France. La commune appartient à la région agricole du Tardenois.
La commune de Ventelay s'étend sur une superficie de 1 474 hectares. Sur son territoire, l'altitude varie de 77 à 206 mètres. Le village se trouve dans une vallée formée par le ruisseau du Moulin.
Par la route, Ventelay se situe à 75 km de Châlons-en-Champagne, préfecture de la Marne, à 37 km de Laon, préfecture de l'Aisne voisine, à 23 km de Reims, sous-préfecture, et à 10 km de Fismes, bureau centralisateur du canton de Fismes-Montagne de Reims dont dépend Ventelay depuis 2015. La commune fait en outre partie du bassin de vie de Fismes.
Ventelay est limitrophe de 7 communes :
| Meurival Aisne | Concevreux Aisne   | Roucy Aisne Guyencourt Aisne |
| Romain         | Ventelay           | Bouvancourt                  |
|                | Montigny-sur-Vesle |                              |

### Hydrographie

#### Réseau hydrographique
La commune est dans la région hydrographique « la Seine du confluent de l'Oise (inclus) à l'embouchure » au sein du bassin Seine-Normandie. Elle est drainée par le ruisseau du Moulin, le cours d'eau 01 du Marais de la Ville, le cours d'eau 04 du Grand Marais et le ruisseau de Bouvancourt,.
Le ruisseau du Moulin, d'une longueur de 10 km, prend sa source dans la commune de Bouvancourt et se jette  dans la Vesle à Montigny-sur-Vesle, après avoir traversé quatre communes. 

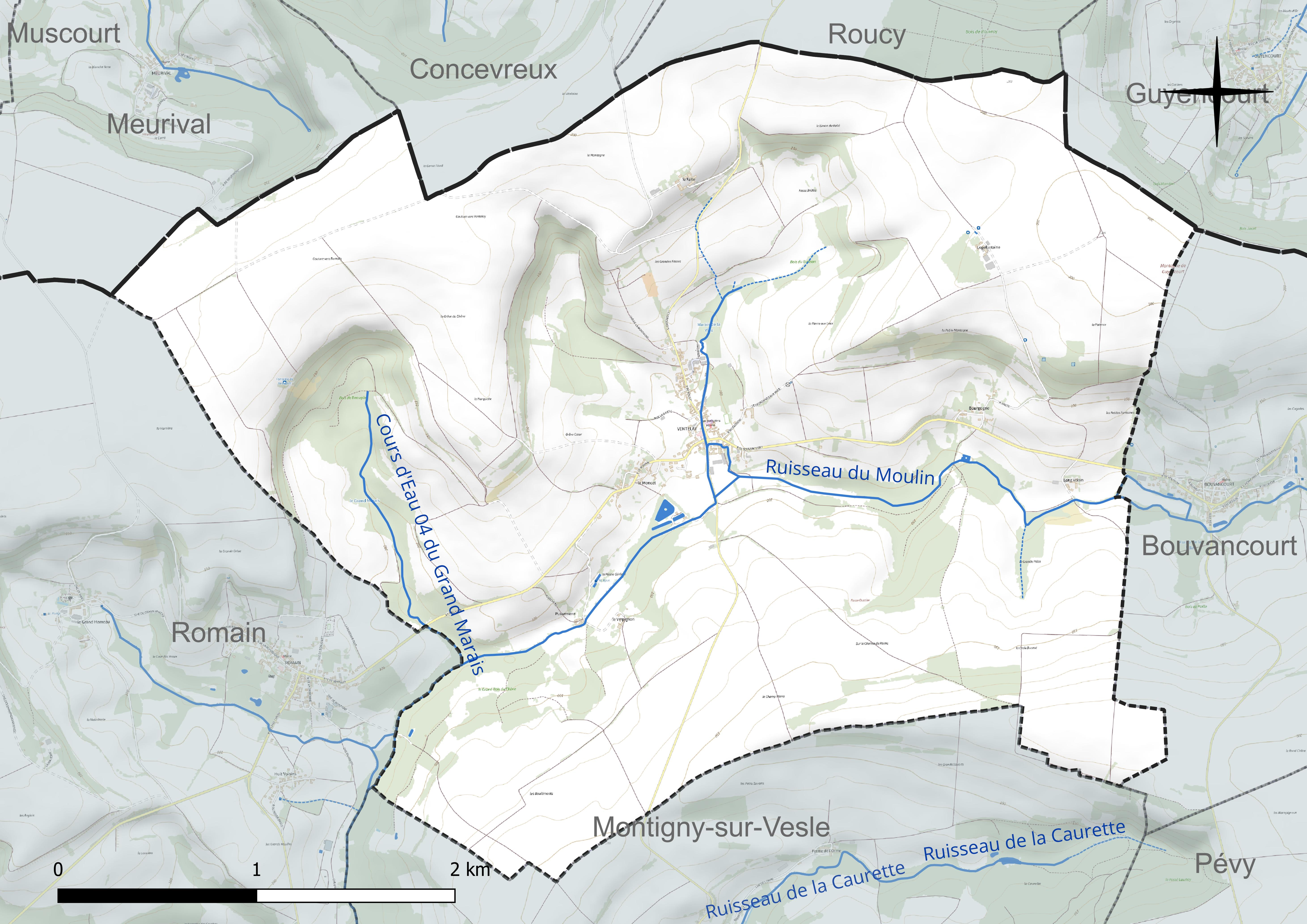
Réseau hydrographique de Ventelay.

#### Gestion et qualité des eaux
Le territoire communal est couvert par le schéma d'aménagement et de gestion des eaux (SAGE) « Aisne Vesle Suippe ». Ce document de planification, dont le territoire s’étend sur 3 096 km2 répartis sur trois départements (Aisne, Marne et Ardennes) et deux régions (Champagne-Ardenne et Picardie), a été approuvé le 16 décembre 2013. La structure porteuse de l'élaboration et de la mise en œuvre est le Syndicat d’aménagement des bassins Aisne Vesle Suippe (SIABAVES). 
La qualité des cours d’eau peut être consultée sur un site dédié géré par les agences de l’eau et l’Agence française pour la biodiversité. 

### Climat
Pour des articles plus généraux, voir Climat du Grand Est et Climat de la Marne.
En 2010, le climat de la commune est de type climat océanique dégradé des plaines du Centre et du Nord, selon une étude du Centre national de la recherche scientifique s'appuyant sur une série de données couvrant la période 1971-2000. En 2020, Météo-France publie une typologie des climats de la France métropolitaine dans laquelle la commune est exposée à un climat océanique altéré et est dans la région climatique  Nord-est du bassin Parisien, caractérisée par un ensoleillement médiocre, une pluviométrie moyenne régulièrement répartie au cours de l’année et un hiver froid (3 °C). 
Pour la période 1971-2000, la température annuelle moyenne est de 10,1 °C, avec une amplitude thermique annuelle de 15,3 °C. Le cumul annuel moyen de précipitations est de 694 mm, avec 11,7 jours de précipitations en janvier et 8,6 jours en juillet. Pour la période 1991-2020, la température moyenne annuelle observée sur la station météorologique de Météo-France la plus proche, « Chambrecy-Civc », sur la commune de Chambrecy à 18 km à vol d'oiseau, est de 10,7 °C et le cumul annuel moyen de précipitations est de 734,0 mm. 
La température maximale relevée sur cette station est de 40,3 °C, atteinte le 25 juillet 2019 ; la température minimale est de −22,1 °C, atteinte le 17 janvier 1985,,. 
Les paramètres climatiques de la commune ont été estimés pour le milieu du siècle (2041-2070) selon différents scénarios d'émission de gaz à effet de serre à partir des nouvelles projections climatiques de référence DRIAS-2020. Ils sont consultables sur un site dédié publié par Météo-France en novembre 2022.

## Urbanisme

### Typologie
Au 1er janvier 2024, Ventelay est catégorisée commune rurale à habitat dispersé, selon la nouvelle grille communale de densité à sept niveaux définie par l'Insee en 2022.
Elle est située hors unité urbaine. Par ailleurs la commune fait partie de l'aire d'attraction de Reims, dont elle est une commune de la couronne,. Cette aire, qui regroupe 294 communes, est catégorisée dans les aires de 200 000 à moins de 700 000 habitants,.

### Occupation des sols
L'occupation des sols de la commune, telle qu'elle ressort de la base de données européenne d’occupation biophysique des sols Corine Land Cover (CLC), est marquée par l'importance des territoires agricoles (88,4 % en 2018), une proportion identique à celle de 1990 (88,4 %). La répartition détaillée en 2018 est la suivante : 
terres arables (75,4 %), zones agricoles hétérogènes (13 %), forêts (11,6 %). L'évolution de l’occupation des sols de la commune et de ses infrastructures peut être observée sur les différentes représentations cartographiques du territoire : la carte de Cassini (XVIIIe siècle), la carte d'état-major (1820-1866) et les cartes ou photos aériennes de l'IGN pour la période actuelle (1950 à aujourd'hui).

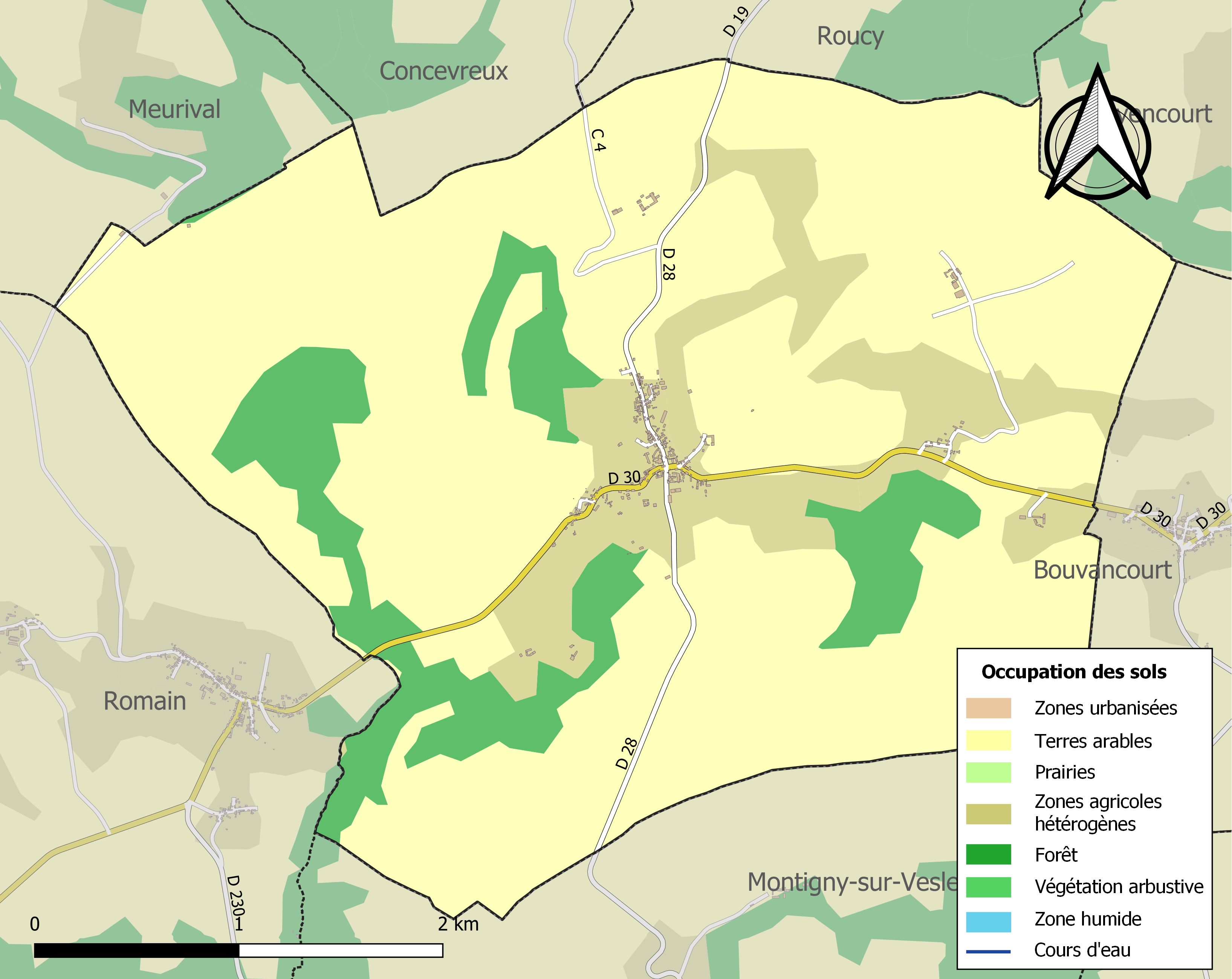
Carte des infrastructures et de l'occupation des sols de la commune en 2018 (CLC).

### Lieux-dits, hameaux et écarts
La commune est constituée du village ainsi que plusieurs lieux-dits comme le Moncet, Hameau de Bourgogne ou des lieux-dits Loge Fontaine, le Verpignon, Pussemène et le Faité (Route de Roucy).

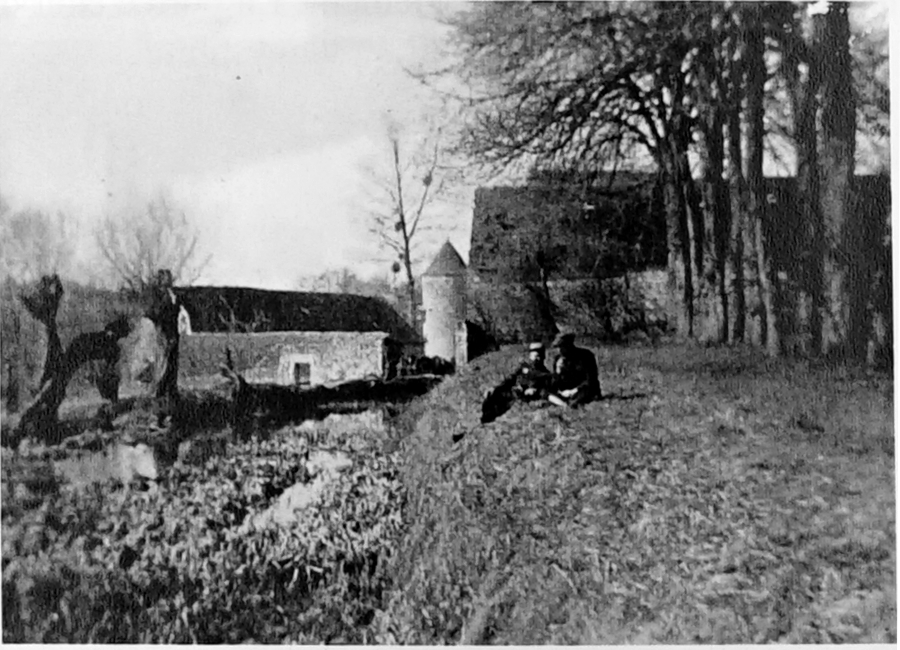
Ferme de Longvoisin proche de Bouvancourt en 1915 (coll. verney-grandeguerre).

### Habitat et logement
En 2018, le nombre total de logements dans la commune était de 129, alors qu'il était de 115 en 2013 et de 112 en 2008.
Parmi ces logements, 85,5 % étaient des résidences principales, 0,9 % des résidences secondaires et 13,6 % des logements vacants. Ces logements étaient pour 100 % d'entre eux des maisons individuelles et pour 0 % des appartements.
Le tableau ci-dessous présente la typologie des logements à Ventelay en 2018 en comparaison avec celle de la Marne et de la France entière. Une caractéristique marquante du parc de logements est ainsi une proportion de résidences secondaires et logements occasionnels (0,9 %) inférieure à celle du département (2,9 %) mais supérieure à celle de la France entière (9,7 %). Concernant le statut d'occupation de ces logements, 81,8 % des habitants de la commune sont propriétaires de leur logement (85,6 % en 2013), contre 51,7 % pour la Marne et 57,5 pour la France entière.
| Typologie                                               | Ventelay | Marne | France entière |
| ------------------------------------------------------- | -------- | ----- | -------------- |
| Résidences principales (en %)                           | 85,5     | 88,1  | 82,1           |
| Résidences secondaires et logements occasionnels (en %) | 0,9      | 2,9   | 9,7            |
| Logements vacants (en %)                                | 13,6     | 9     | 8,2            |

## Toponymie
Le nom de la localité est attesté sous les formes Ventilais (vers 877) ; Ventelaium (commencement du XIe siècle) ; Gentiliacus vicus [lis. Ventiliacus (1032) ; Ventilaium (1082) ; Ventiliacum (1123) ; Ventilacus (1130) ; Ventileium (1148) ; Ventelai (1160) ; Vantelai (vers 1222) ; Venteliacum (1260) ; Vantelay (vers 1300) ; Ventheleyum (1303-1312) ; Venthelay (1392) ; Vantelets (1683) ; Vantelay (1738) ; Ventelet (1761).

## Histoire
Le village a été décoré de la Croix de guerre 1914-1918 le 30 mai 1921.

Ventelay durant la Première Guerre mondiale
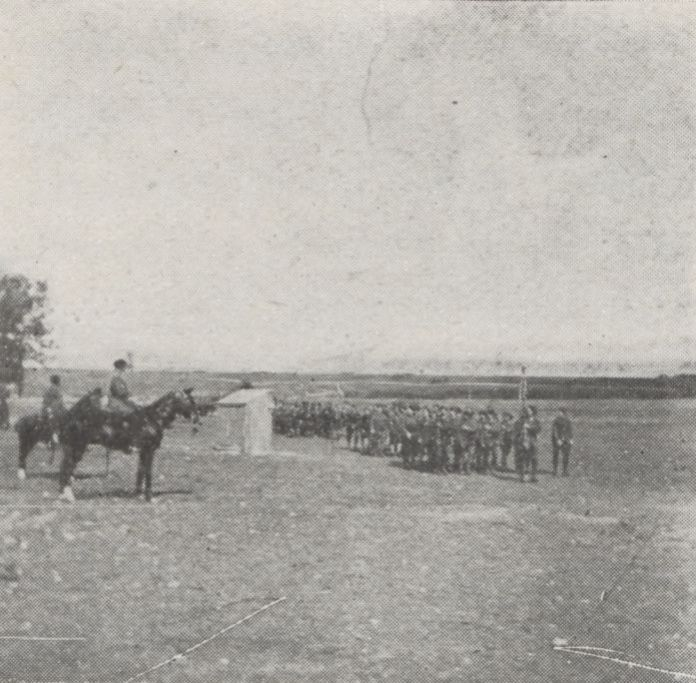
Le 11e BCA au camp de Ventelay (juin 1917)
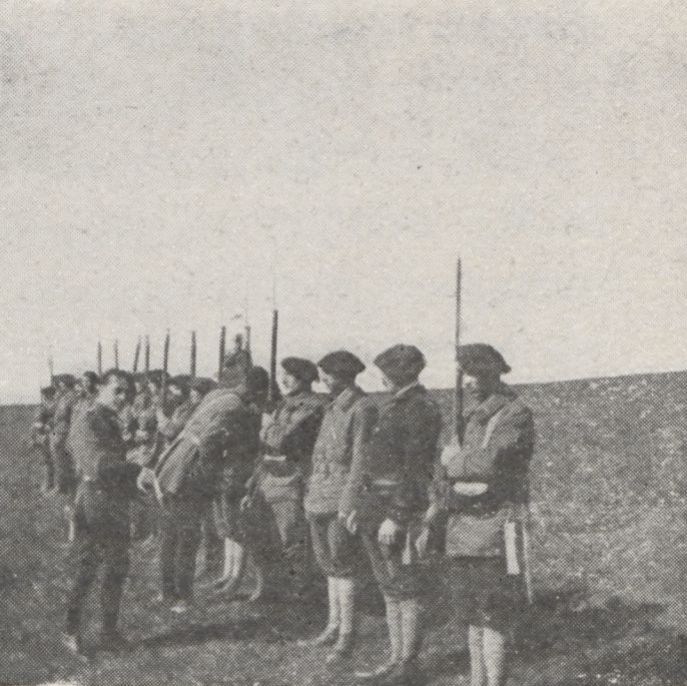
Remise de Croix de gierre au 11e BCA par le Commandant Doyen (juin 1917)

## Politique et administration

### Rattachements administratifs
La commune se trouve dans l'arrondissement de Reims du département de la Marne.
Elle faisait partie depuis 1801 du canton de Fismes. Dans le cadre du redécoupage cantonal de 2014 en France, cette circonscription administrative territoriale a disparu, et le canton n'est plus qu'une circonscription électorale.

### Rattachements électoraux
Pour les élections départementales, la commune fait partie depuis 2014 du canton de Fismes-Montagne de Reims
Pour l'élection des députés, elle fait partie de la deuxième circonscription de la Marne.

### Intercommunalité
La commune, antérieurement membre de la communauté de communes des Deux Vallées du Canton de Fismes, est membre, depuis le 1er janvier 2014, de la communauté de communes Fismes Ardre et Vesle.
En effet, conformément au schéma départemental de coopération intercommunale de la Marne du 15 décembre 2011, les anciennes communautés de communes CC des Deux Vallées du Canton de Fismes (9 communes) et CC Ardre et Vesle (11 communes) ont fusionné par arrêté préfectoral du 23 mai 2013, afin de former à compter du 1er janvier 2014 la nouvelle communauté de communes Fismes Ardre et Vesle.

### Liste des maires
| Période                                  | Période                       | Identité                   | Étiquette | Qualité                         |
| ---------------------------------------- | ----------------------------- | -------------------------- | --------- | ------------------------------- |
| Les données manquantes sont à compléter. |                               |                            |           |                                 |
| 1840                                     | 1843                          | Jean-Pierre Frontigny      |           |                                 |
| 1873                                     | 1878                          | Auguste Célestin Frontigny |           |                                 |
| 1879                                     |                               | M. Batteux                 |           |                                 |
| avant 1924                               | après 1924                    | Charles Albert Turlin      |           |                                 |
| Les données manquantes sont à compléter. |                               |                            |           |                                 |
| 1983                                     | 2004                          | Jocelyn Corvisier          |           |                                 |
| 2004                                     | En cours (au 17 janvier 2022) | Marcel Vergez              |           | Réélu pour le mandat 2020-2026, |

## Démographie
L'évolution du nombre d'habitants est connue à travers les recensements de la population effectués dans la commune depuis 1793. Pour les communes de moins de 10 000 habitants, une enquête de recensement portant sur toute la population est réalisée tous les cinq ans, les populations de référence des années intermédiaires étant quant à elles estimées par interpolation ou extrapolation. Pour la commune, le premier recensement exhaustif entrant dans le cadre du nouveau dispositif a été réalisé en 2005.

En 2022, la commune comptait 254 habitants, en évolution de −1,55 % par rapport à 2016 (Marne : −1,19 %, France hors Mayotte : +2,11 %).
| 1793 | 1800 | 1806 | 1821 | 1831 | 1836 | 1841 | 1846 | 1851 |
| ---- | ---- | ---- | ---- | ---- | ---- | ---- | ---- | ---- |
| 447  | 593  | 560  | 521  | 560  | 550  | 531  | 523  | 551  |

| 1856 | 1861 | 1866 | 1872 | 1876 | 1881 | 1886 | 1891 | 1896 |
| ---- | ---- | ---- | ---- | ---- | ---- | ---- | ---- | ---- |
| 532  | 521  | 510  | 451  | 432  | 424  | 394  | 393  | 382  |

| 1901 | 1906 | 1911 | 1921 | 1926 | 1931 | 1936 | 1946 | 1954 |
| ---- | ---- | ---- | ---- | ---- | ---- | ---- | ---- | ---- |
| 334  | 332  | 318  | 290  | 316  | 275  | 276  | 240  | 312  |

| 1962 | 1968 | 1975 | 1982 | 1990 | 1999 | 2005 | 2006 | 2010 |
| ---- | ---- | ---- | ---- | ---- | ---- | ---- | ---- | ---- |
| 239  | 221  | 208  | 197  | 205  | 216  | 260  | 267  | 254  |

| 2015 | 2020 | 2022 | - | - | - | - | - | - |
| ---- | ---- | ---- | - | - | - | - | - | - |
| 262  | 257  | 254  | - | - | - | - | - | - |

## Culture locale et patrimoine

### Lieux et monuments
- L'église Saint-Rémi.